# Titania (företag)
Titania är en byggentreprenör och fastighetsutvecklare vars verksamhet är fokuserad på nyproduktion av bostäder i Stockholms län. Företaget har cirka 10 anställda (2022). 
2017 vann Titania Stockholms stads arkitekturtävling Årets Stockholmsbyggnad med sitt projekt Modellvillan 21 i Enskededalen. Samma år tilldelades Titania priset Året Stadsbyggnadsprojekt 2017 av Täby kommun för sina nyproducerade stadsradhus i området Skogskvarteren i Ullna strand.
Namnet Titania anspelar på grundämnet Titan.

## Historia
2002 startade Einar Janson den enskilda firman Einar Janson Bygg. Firman utförde badrumsrenoveringar, köksombyggnationer och mindre renoveringar åt privatpersoner. I takt med att företaget växte breddades efter hand företagets verksamhetsområden och utvecklingen gick mot renoveringar av flerbostadshus åt bostadsrättsföreningar. Nästa steg blev att totalrenovera och bygga om hela bostadsbestånd åt större fastighetsbolag. 
2005 bildades aktiebolaget Titania Bygg AB och verksamheten i Einar Janson Bygg flyttades successivt över till detta bolag. Att aktiebolaget inte döptes till Einar Janson Bygg AB berodde på att det ursprungliga namnet var för likt fastighetsbolaget Einar Mattson Byggnads AB, vilket ibland ledde till missförstånd och missuppfattningar bland Einar Janson Byggs kunder. 
2006 flyttade företaget in i sina nuvarande lokaler på Ernst Ahlgrens Väg 1–3 i Fredhäll på Kungsholmen i centrala Stockholm. Samma år bytte Titania Bygg AB namn till Titania Bygg & VVS AB för att bättre avspegla företagets verksamhet. 
Under 2008 blev Titania Bygg & VVS AB fastighetsägare i och med köpet av Modellvillan 21 i Enskededalen, söder om Stockholm. Köpet var ett aktivt val för att bredda företagets verksamhetsområde till att även omfatta långsiktig fastighetsförvaltning. I början av 2010-talet övergick Titania till att själva agera fastighetsutvecklingsbolag och genomföra projekt helt i egen regi. Idag består Titanias verksamhet främst i att förvärva råmark och befintliga byggnader i syfte att driva detaljplaner för nybyggnation, med tyngdpunkt på bostäder. 

## Organisation
Einar Janson är grundare av Titaniakoncernen och är dess arbetande VD. Titaniakoncernen utgörs av ett antal aktiebolag vars majoritetsägare är ett investmentbolag, Einar Janson Invest AB. Einar Janson är majoritetsägare i Einar Janson Invest AB och därmed i Titaniakoncernen. I styrelserna för aktiebolagen sitter Einar Janson, Nikan Ghahremani och Mats Janson. 

## Exempel på projekt

### Modellvillan i Enskededalen

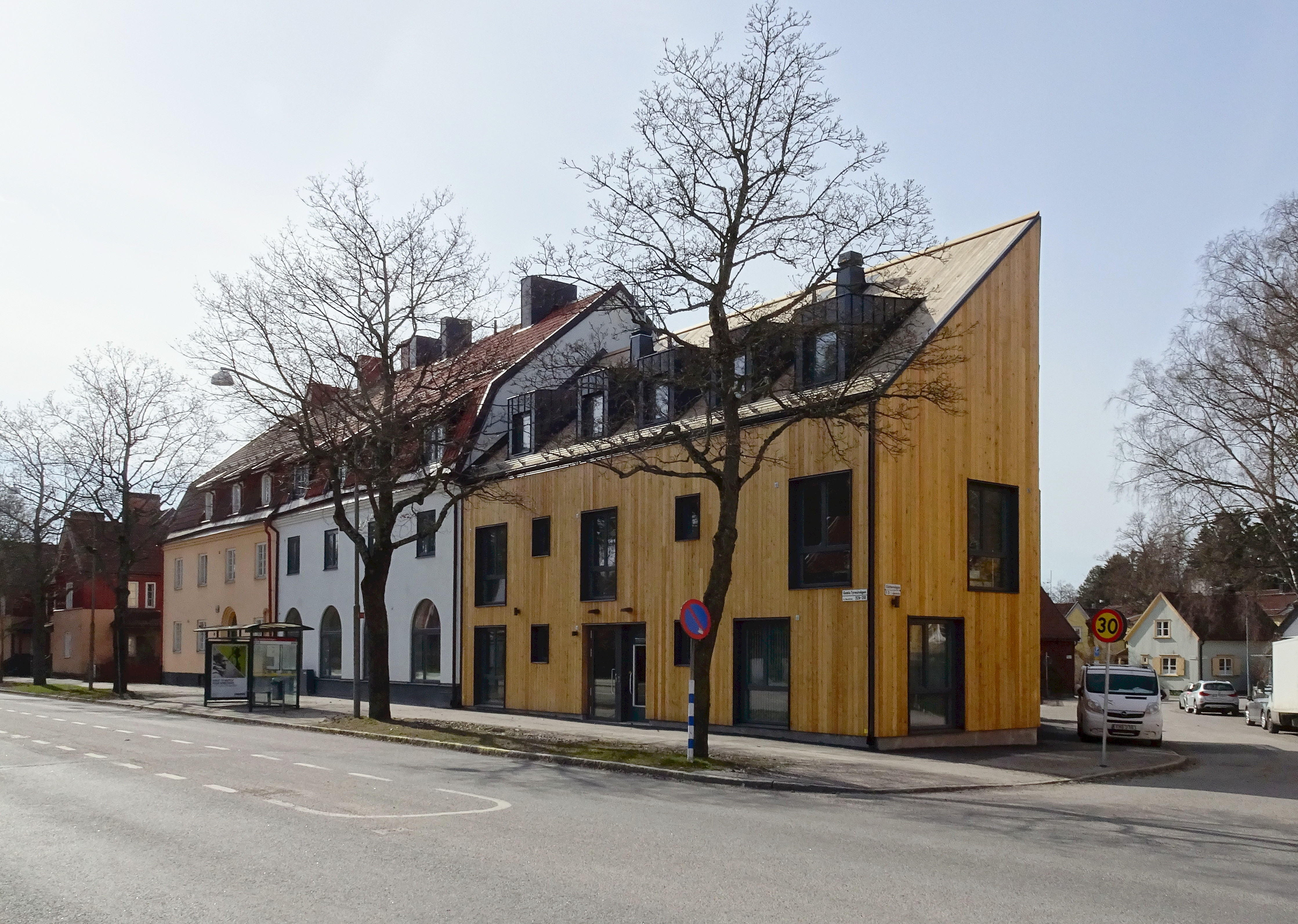
Fastigheten Modellvillan 21 – årets Stockholmsbyggnad 2017.

Sedan 2008 äger och förvaltar Titania fastigheten Modellvillan 21 i Enskede. 2016 byggdes 11 nya bostäder, samtidigt som de fyra befintliga bostäderna rustades upp till modernare standard med bevarade originaldetaljer som öppna spisar och stora valvfönster.  
Innan ombyggnationen bestod Modellvillan av ett vitputsat 20-talshus med en tillhörande industribyggnad i liknande utformning. Titania bytte ut industribyggnaden mot en modern tillbyggnad med fasad helt i trä och med stora fönster av glas och metall. Tre av de nya bostäderna finns i den redan befintliga äldre byggnaden. De resterande åtta bostäderna finns i den nya tillbyggnaden. Bostäderna har varierande storlekar mellan 29 och 78 kvadratmeter. 

Den 18 april 2017 utsåg en jury Modellvillan som en av tio finalister i Årets Stockholmsbyggnad. Den 1 juni 2017 meddelade Stockholms Stad att Modellvillan vunnit omröstningen med 4 629 av 10 275 röster. Juryns motivering löd:
"Ett modigt materialval. I byggnaden finns en tydlig koppling mellan såväl det gamla och det nya, som skalorna i omgivningen. Den är till synes enkel men med finess, den tar plats utan att dominera."
Titania sålde 2017 Modellvillan till Bostadsrättsföreningen Modellvillan 21.

### Townhouse Ullna allé i Skogskvarteren

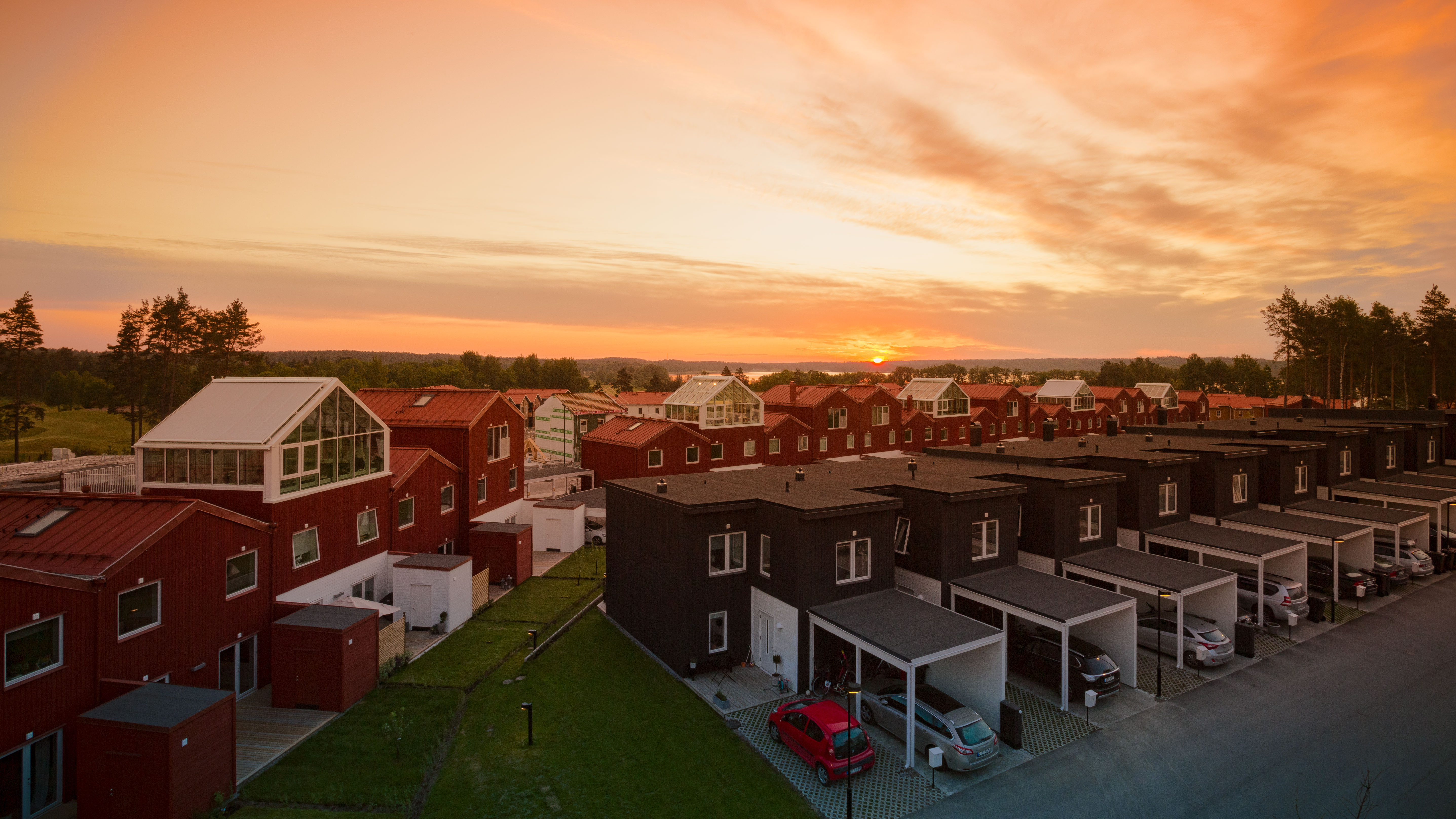
Skogskvarteren – nyproduktion av 109 bostäder i Arninge-Ullna, 2014–2016.

Hösten 2012 vann Titania Täby kommuns anbudstävling för nyproduktion i Skogskvarteren – ett nytt, skogsnära, bostadsområde i Arninge-Ullna, bredvid Arninge Handelsplats. Titania köpte cirka 26 000 kvadratmeter mark av Täby kommun och uppförde 109 bostäder. Skogskvarteren är indelat i tre områden och är första etappen i Täby kommuns långsiktiga plan för att skapa fler bostäder i Arninge-Ullna. 

Projektet tilldelades utmärkelsen Årets stadsbyggnadsprojekt 2017 av Täby kommun med motiveringen:
”Townhouse Ullna allé är moderna radhus där likformighet och variation kan samsas. Den särskiljande typen av arkitektur bidrar positivt till områdets gestaltning. Utförandet är gjort med byggnadskroppar i tre typer och volymer som kan tilltala fastighetsägare med olika behov även inom ett mindre område. Med växthus i vissa byggnaders översta plan skapas volym och variation utan stor påverkan på kringliggande friytor.”

### Tingstorget i Alby
2014 vann Titania en markanvisningstävling i Botkyrka kommun och fick i uppdrag att bygga 450 bostadsrättslägenheter vid Tingstorget i Alby. 2015 beslutade Botkyrka kommun att utöka antalet bostäder till 670. Byggstart för projektet var augusti 2016.
I inbjudan till markanvisningstävlingen betonade Botkyrka kommun behovet av energieffektiva lösningar, social och ekonomisk hållbarhet samt intressant arkitektur. Uppdraget innefattade även utveckling av torget kring den befintliga t-banestationen samt ett gruppboende och ett antal lokaler för affärsverksamhet.
Den typ av punkt- och lamellhus som används vid Tingstorget är framtagna i samarbete mellan Titania och Arkitema Architects. Husen är tänkta att användas vid förtätning av miljonprogramsområden där infrastrukturen med lokaltrafik, vägnät och parkeringar med mera redan finns.
I oktober 2016 uppmärksammades Tingstorget i ett inslag i ABC-nyheterna på SVT. Detta med anledning av att en tidskapsel med 1 130 vykort grävdes ner i samband med att det första spadtaget för projektet togs.

Projektet Tingstorget omfattar 14 hus och beräknas vara avslutat 2019.

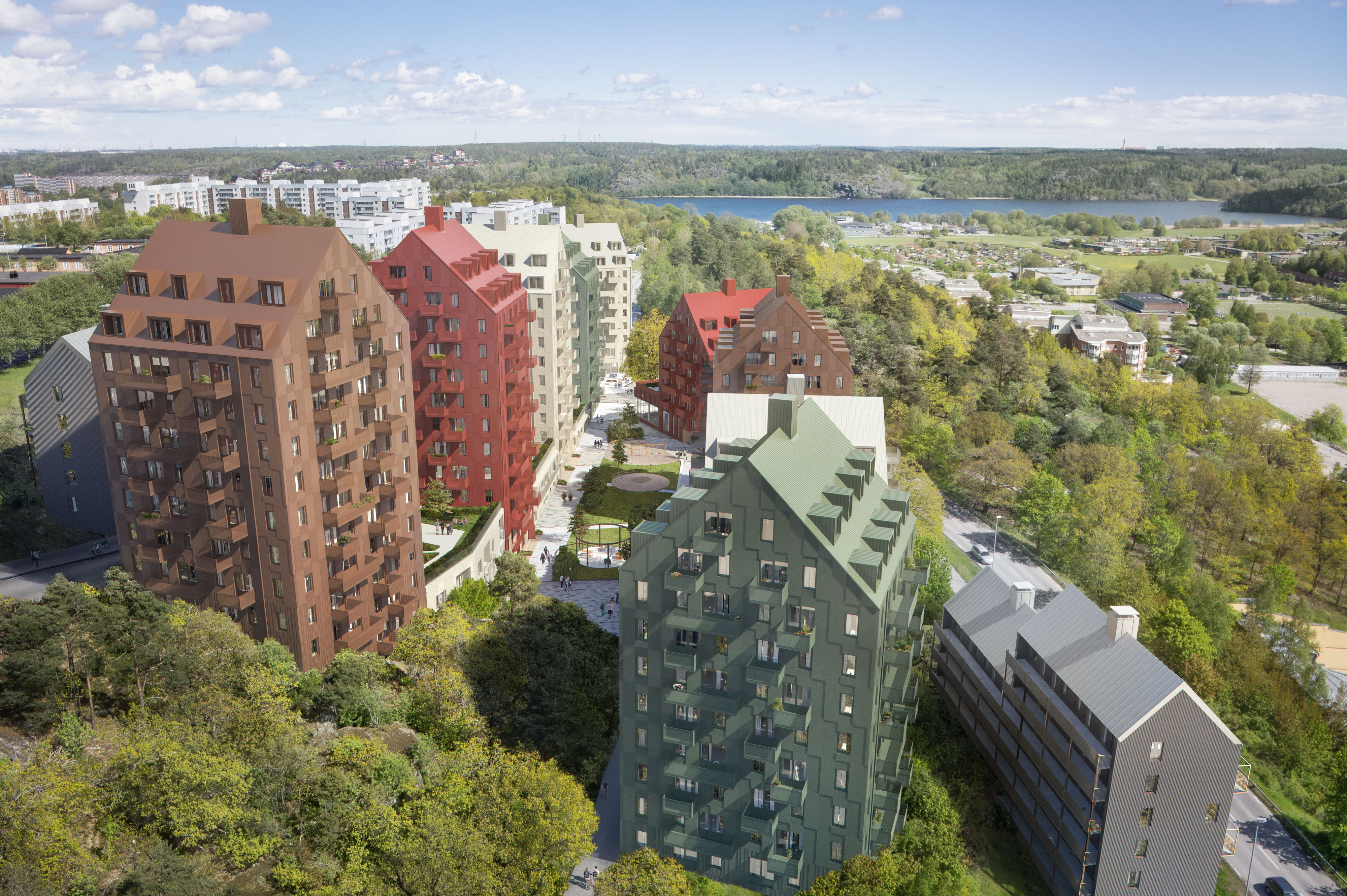
Visionsbild för Tingstorget, 2016
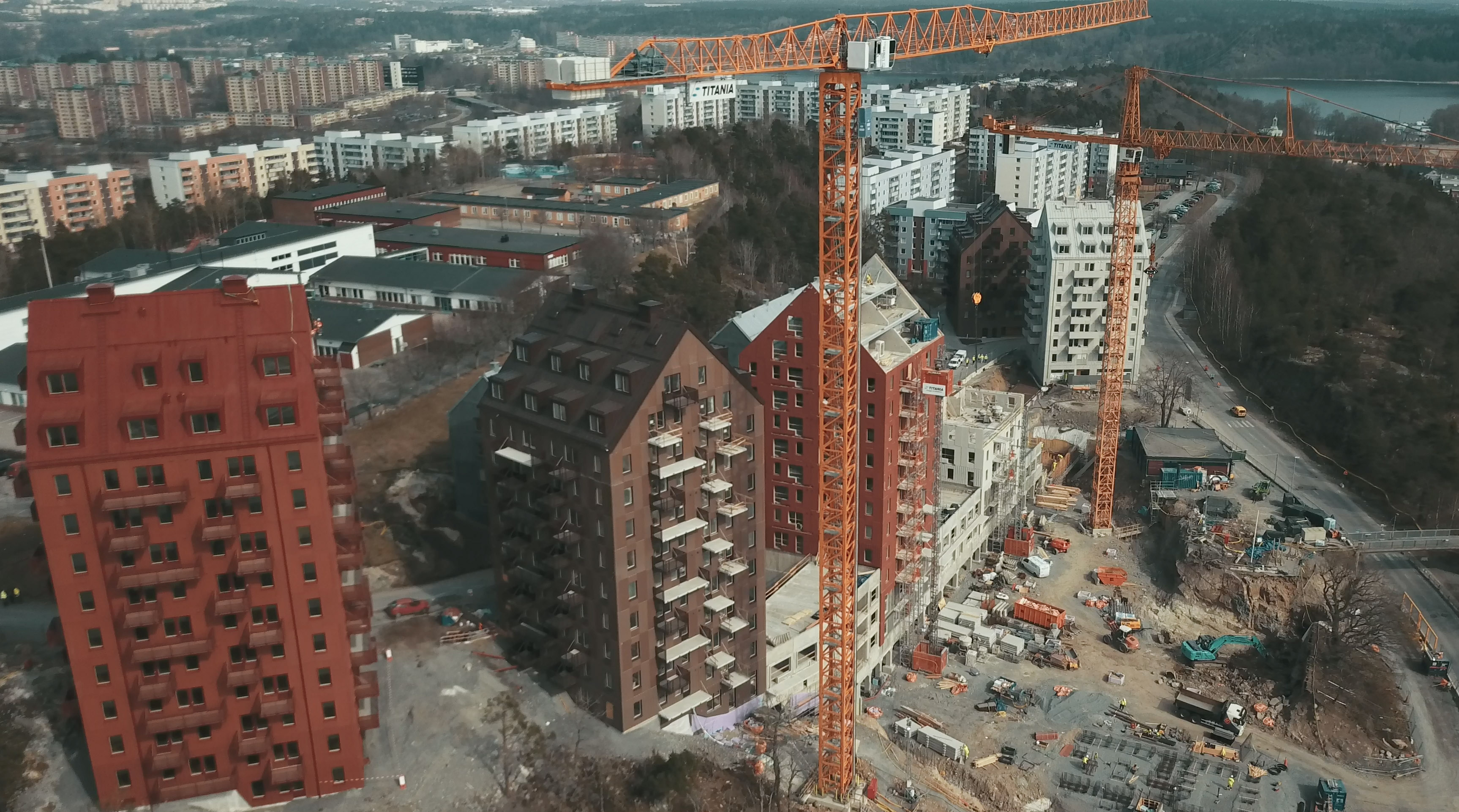
Vy över Tingstorget, april 2018
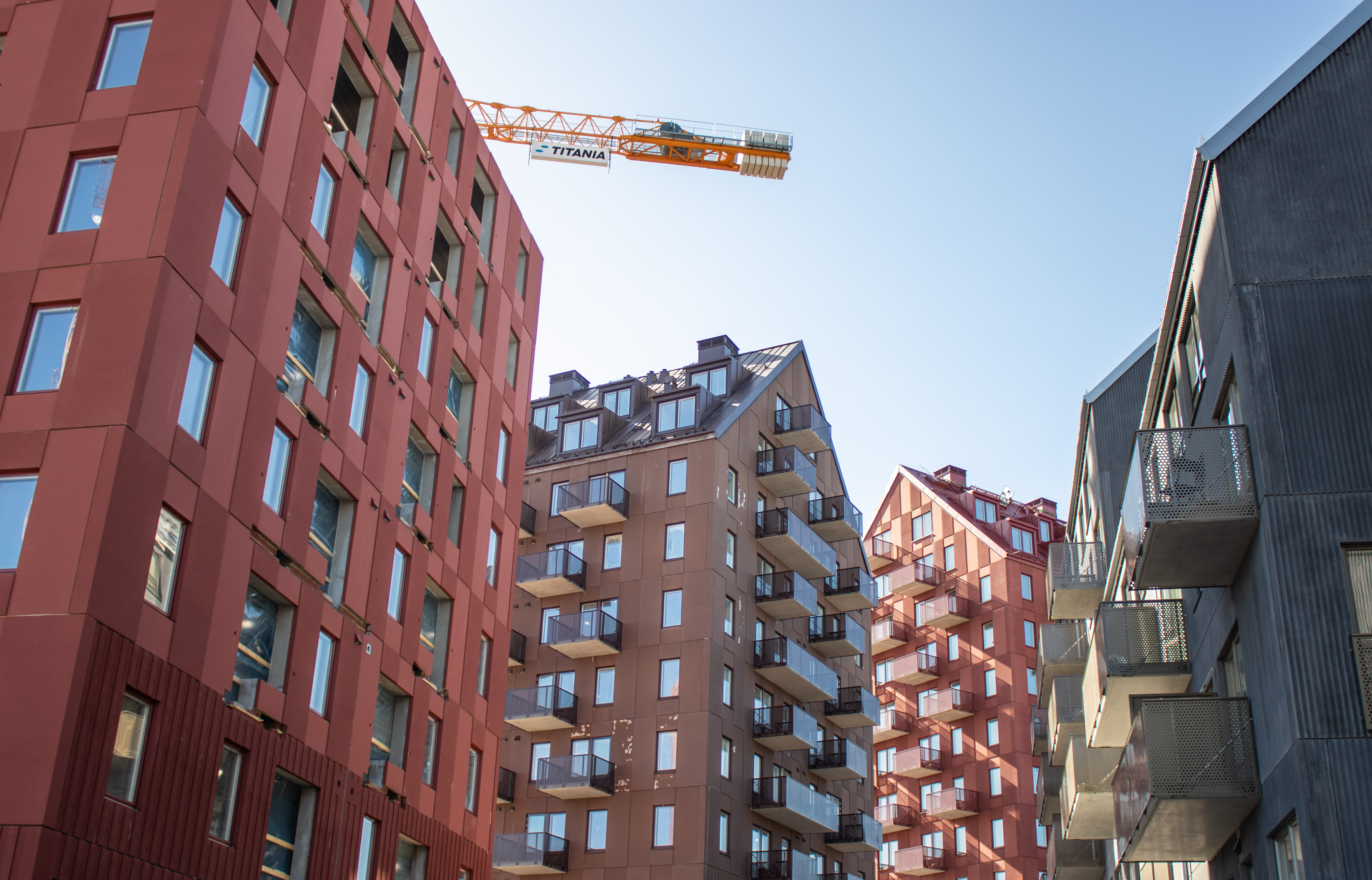
Vy från Lagmansbacken, april 2018

### Täby Boulevard i Täby Park
I februari 2017 blev det officiellt att Titania vunnit en del av markanvisningstävlingen för första etappen av den nya stadsdelen Täby Park som byggs på det område där hästkapplöpningsbanan Täby Galopp låg åren 1960–2016. I den första etappen av Täby Park byggs det totalt 450 bostäder, av vilka Titania bygger drygt 70 med projektet Täby Boulevard. Bebyggelsen i Täby Boulevard utgörs av flerfamiljshus och stadsradhus i ett kvarter ritat av Wingårdhs Arkitektkontor. Inflyttning är planerad till 2020/2021.